# Географія Танзанії
Танзанія — східноафриканська країна, що лежить на сході континенту . Загальна площа країни 947 300 км² (31-ше місце у світі), з яких на суходіл припадає 885 800 км², а на поверхню внутрішніх вод — 61 500 км². Площа країни у 1,5 раза більша за площу України. 

## Назва
Офіційна назва — Об'єднана Республіка Танзанія, Танзанія (суах. Jamhuri ya Muungano wa Tanzania). Назва країни походить від комбінації назв двох держав, що утворили її 1964 року, Танганьїки і Занзібару з додаванням постфіксу на означення країни -ія. Танганьїка бере свою назву від однойменного озера в цьому регіоні, яке вперше відвідав 1858 року Річард Френсіс Бертон. Він вивів назву від tou tanganyka — приєднуватися, інтерпретувавши це як місце, де зливаються води. Однак 1871 року інший британській мандрівник, Генрі Мортон Стенлі пояснив, що топонім має інше походження, від «тонга» — острів і «гіка» — рівнина. Для сучасних дослідників обидві теорії залишаються сумнівними. Султанант Занзібар отримав свою назву від однойменного міста, який араби прозвали Зенгібар (Зенджібар), де «зендж» (араб. زنكي) — назва місцевого народу, яка перекладається як чорні, а «бар» (араб. برر) означає берег, тобто «Берег чорношкірих». Колишня назва — Об'єднана Республіка Танганьїка і Занзибар.

## Географічне положення

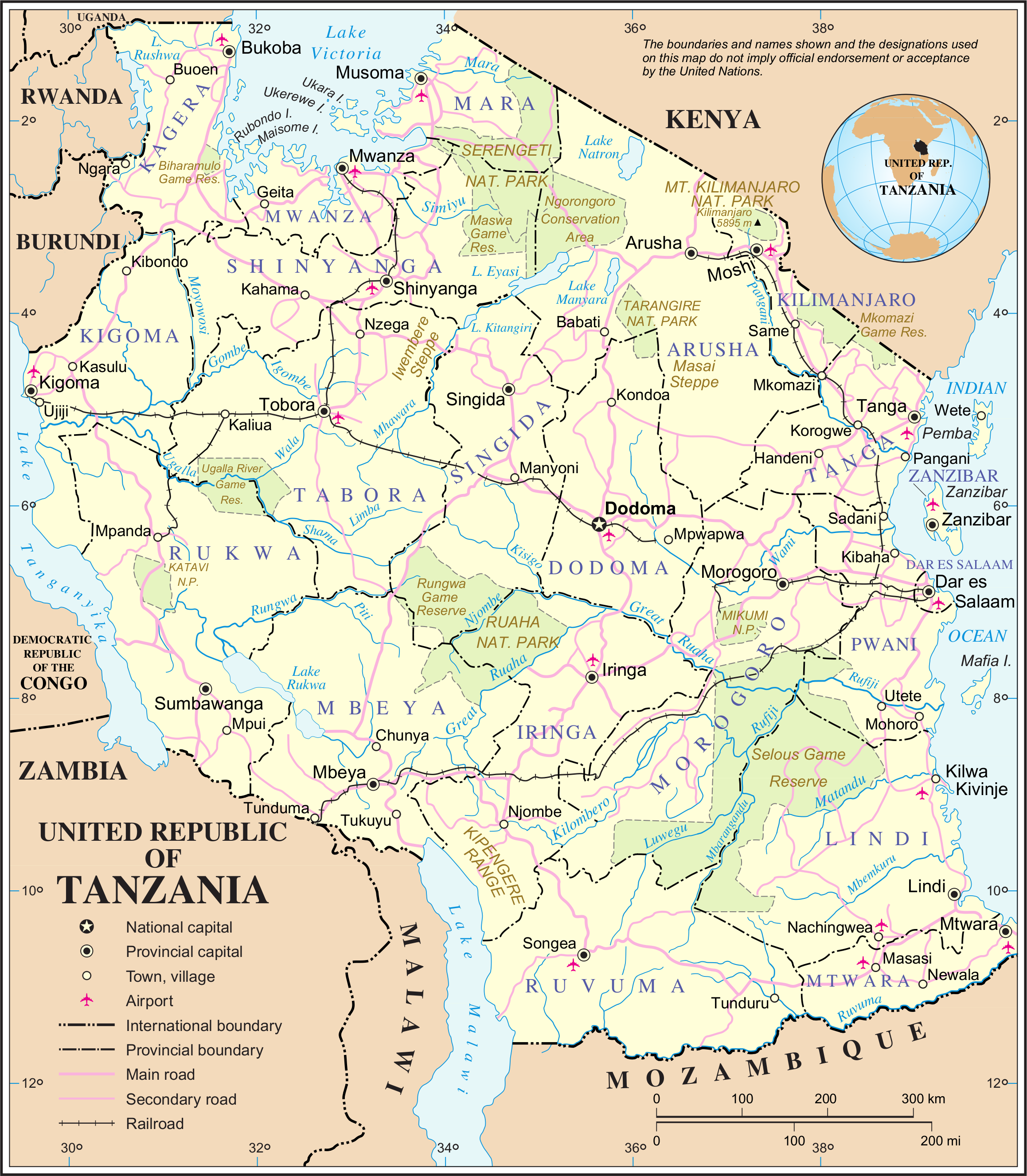
Карта Танзанії від ООН

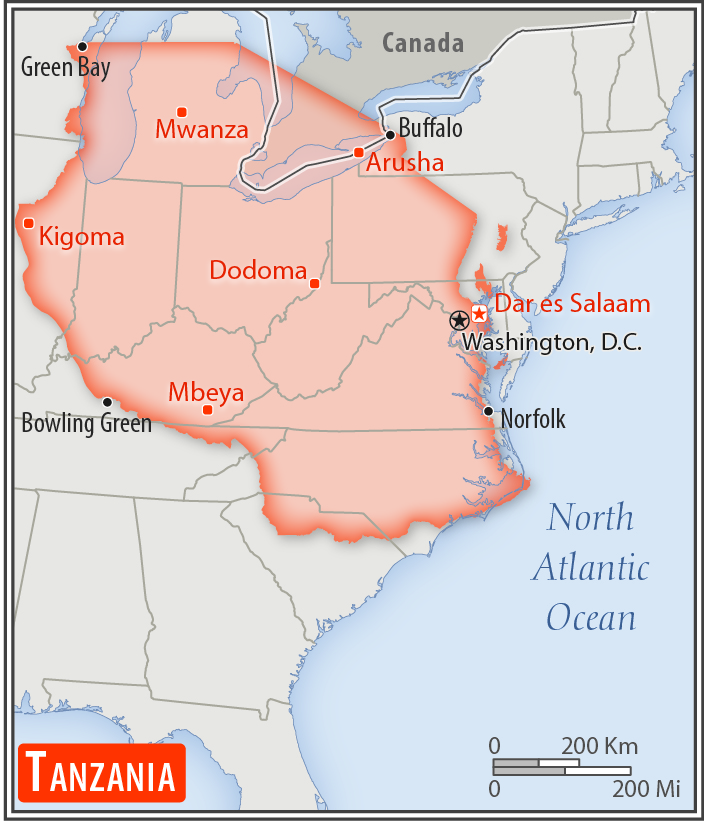
Порівняння розмірів території Танзанії та США

Танзанія — східноафриканська країна, що межує з вісьмома іншими країнами: на півночі — з Угандою (спільний кордон — 391 км) і Кенією (775 км), на заході — з Бурунді (589 км), Руандою (222 км), ДР Конго (479 км), на півдні — з Мозамбіком (840 км), Малаві (512 км) і Замбією (353 км). Загальна довжина державного кордону — 4161 км. Танзанія на сході омивається водами Індійського океану. Загальна довжина морського узбережжя 1424 км.
Згідно з Конвенцією Організації Об'єднаних Націй з морського права (UNCLOS) 1982 року, протяжність територіальних вод країни встановлено в 12 морських миль (22,2 км). Виключна економічна зона встановлена на відстань 200 морських миль (370,4 км) від узбережжя.

### Час
Час у Танзанії: UTC+3 (+1 година різниці часу з Києвом).

## Геологія

Схема Великої рифтової долини

### Корисні копалини
Надра Танзанії багаті на ряд корисних копалин: олово, фосфати, залізну руду, кам'яне вугілля, алмази, коштовне каміння, золото, природний газ, нікель.

## Рельєф
Країна розташована на Східно-Африканському плоскогір'ї (висоти понад 1000 м). Середні висоти — 1018 м; найнижча точка — рівень вод Індійського океану (0 м); найвища точка — гора Кіліманджаро (5895 м), найвища гора континенту.

Рельєф Танзанії
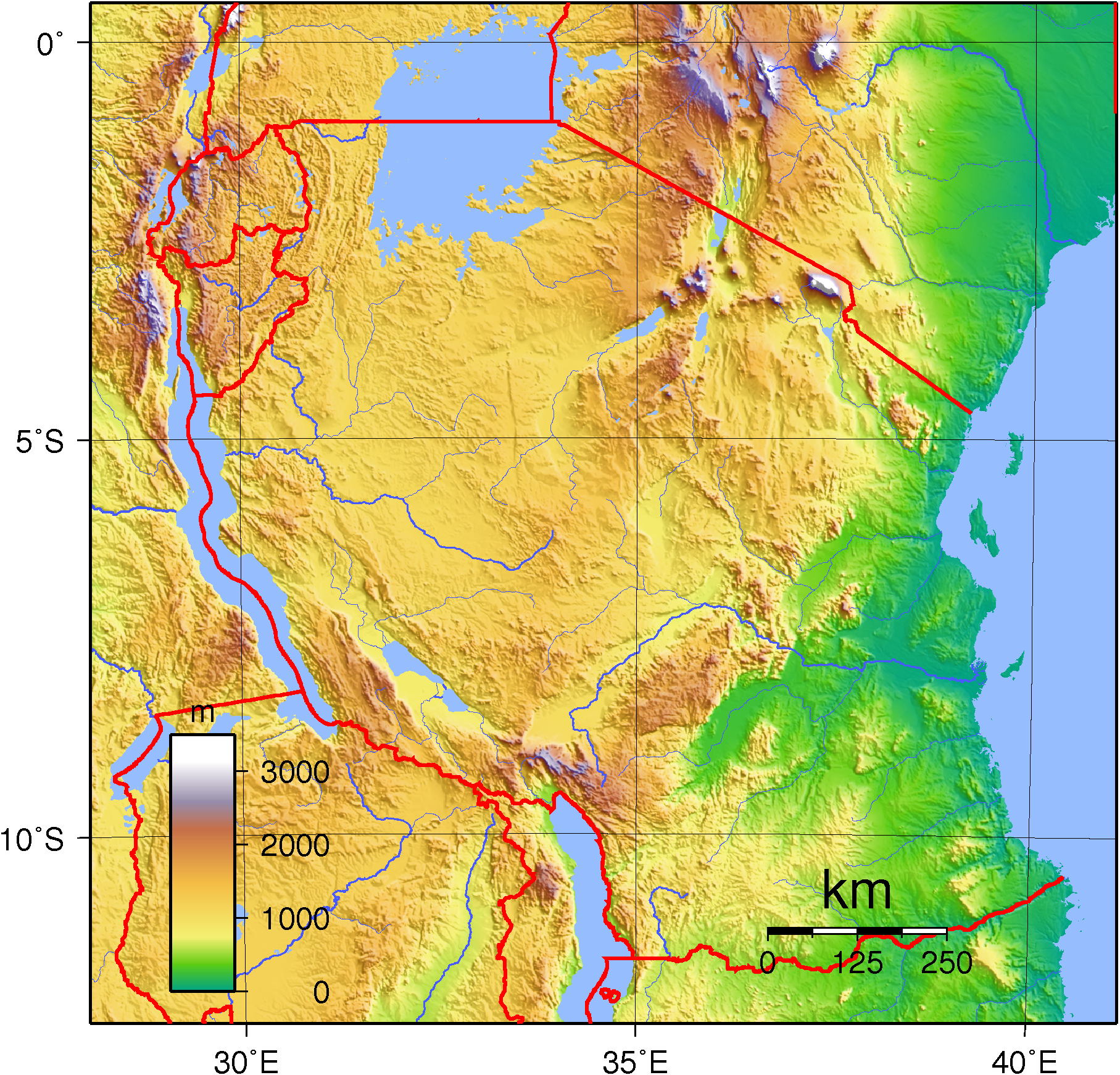
Рельєф Танзанії
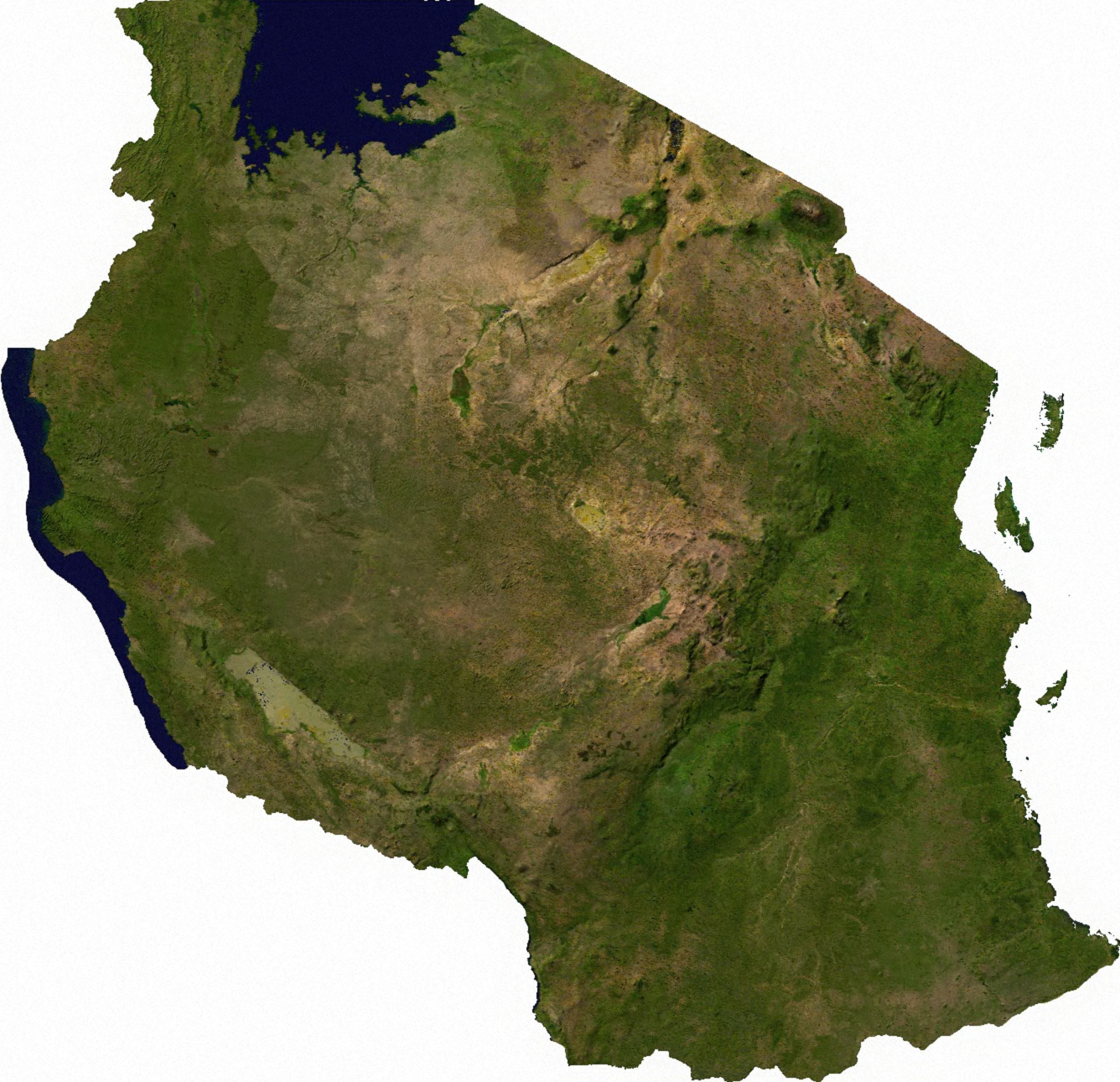
Супутниковий знімок поверхні країни
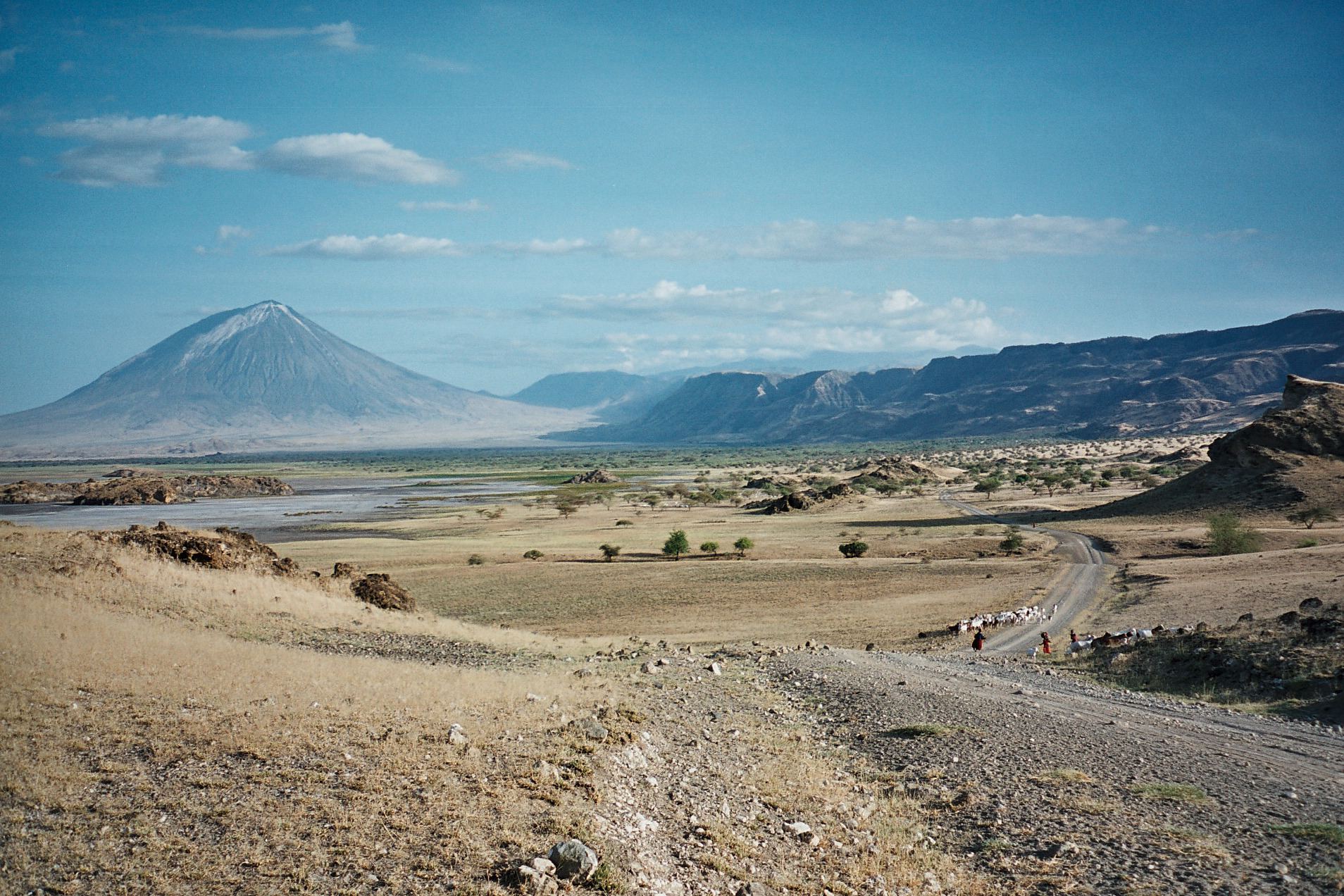
Гористий рельєф на півночі
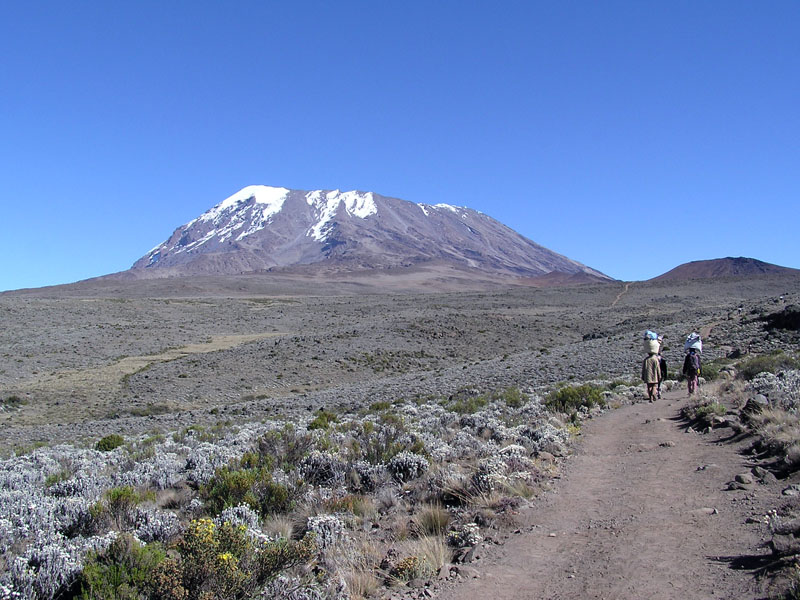
Кіліманджаро

### Острови
Найбільші острови країни: Занзібар, Пемба та Мафія.

## Клімат
Територія Танзанії лежить у субекваторіальному кліматичному поясі. Влітку переважають екваторіальні повітряні маси, взимку — тропічні. Влітку вітри дмуть від, а взимку до екватора. Сезонні амплітуди температури повітря незначні, увесь рік температура повітря близько +26 °C. , зимовий період не набагато прохолодніший за літній. У літньо-осінній період з морів та океанів можуть надходити тропічні циклони, вдалині від моря взимку відзначається сухий сезон. На півночі два сезони дощів (березень—травень та вересень—листопад) — на півдні один (листопад—квітень).

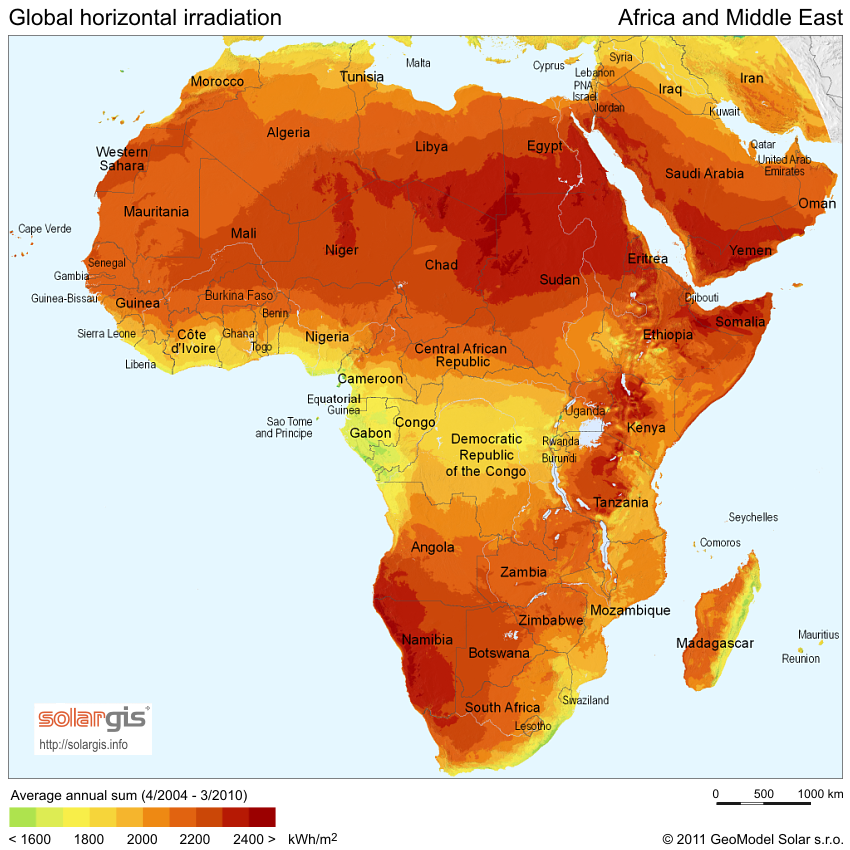
Сонячна радіація (англ.)
Кліматична карта Танзанії (за Кеппеном)

Танзанія є членом Всесвітньої метеорологічної організації (WMO), в країні ведуться систематичні спостереження за погодою.

## Внутрішні води
Загальні запаси відновлюваних водних ресурсів (ґрунтові і поверхневі прісні води) становлять 96,27 км³. Хоча в Танзанії немає крупних річок, по Центральному плато країни проходить вододіл басейнів трьох великих річок Африканського континенту: Нілу, Конго і Замбезі, які, відповідно, течуть в Середземне море, Атлантичний і Індійський океан. Конго живлять води озера Танганьїка, Ніл — озера Вікторія, Замбезі — озера Ньяса (Малаві). Чверть території країни займають області внутрішнього стоку, які охоплюють депресію озера Руква і розташовані на півночі країни замкнуті басейни озер Еясі, Маньяра, Натрон, Балангіда.
Станом на 2012 рік в країні налічувалось 1840 км² зрошуваних земель.

Гідрографічна мережа ТанзаніїГідрографічна мережа Танзанії
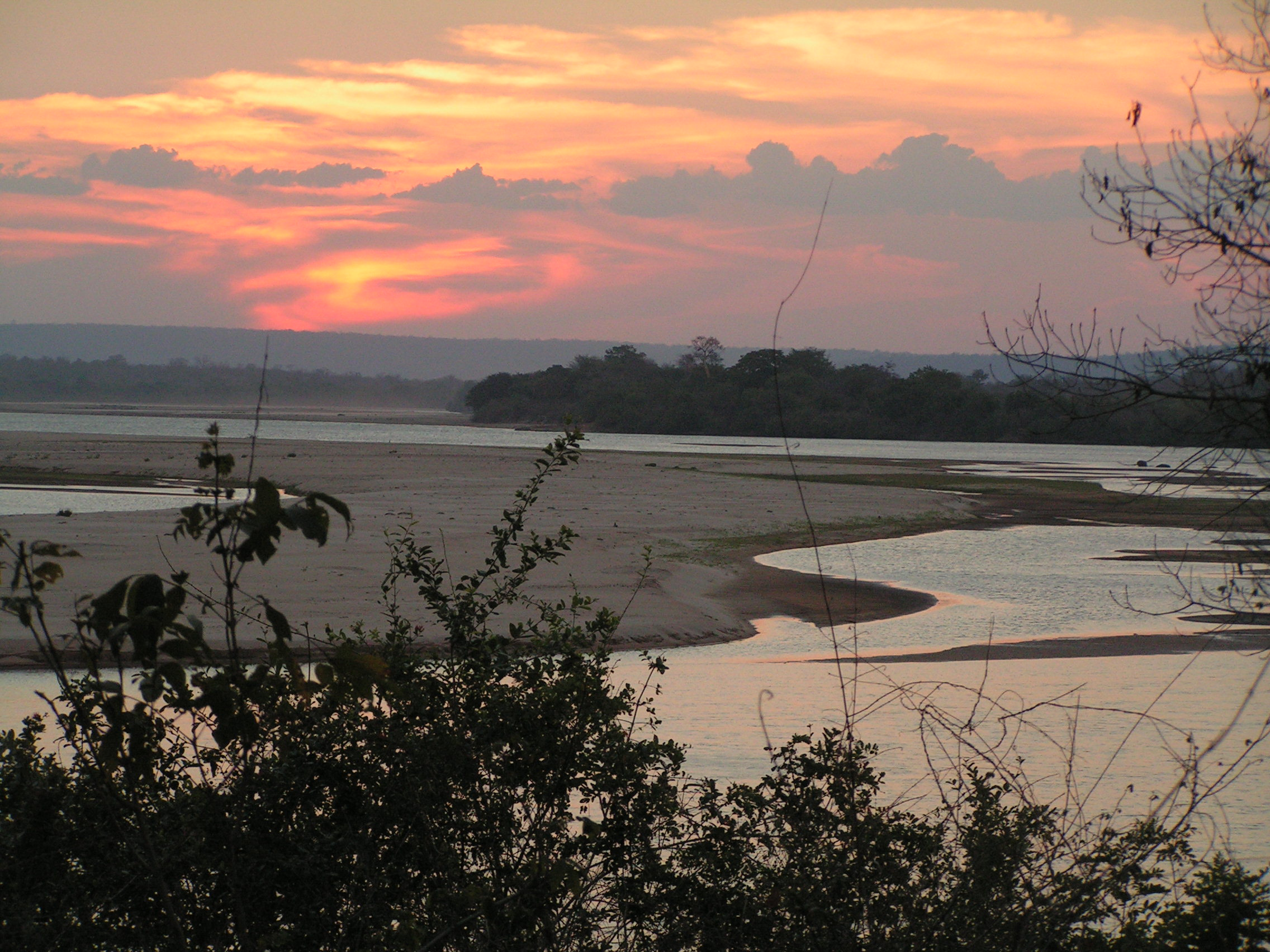
Закат над Руфіджі
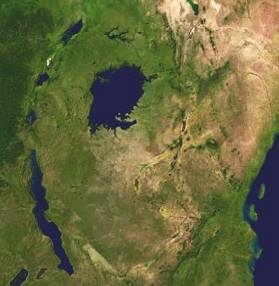
Великі Африканські озера з космосу

### Річки
Річки сходу країни належать басейну Індійського океану; на заході річки несуть свої води до безстічних областей озер Танганьїка, Руква; на півночі річки впадають до озера Вікторія, що належить до басейну Середземного моря Атлантичного океану. Головні річки країни — Понгані, Руфіджі, Рувума і Вамі. Річкова мережа розвиненіша на сході, куди течуть більш повноводні річки, що впадають в Індійський океан. У внутрішніх областях річкова мережа рідше. На Центральному плоскогір'ї багато річок пересихають в сухий сезон. На плато Масаї постійних річок майже немає.

### Озера
Уздовж східного кордону розташовані озера Вікторія, Танганьїка, Ньяса.

## Рослинність
У рослинному покриві переважають савани та рідколісся.
Земельні ресурси Танзанії (оцінка 2011 року):
- придатні для сільськогосподарського обробітку землі — 43,7 %,
  - орні землі — 14,3 %,
  - багаторічні насадження — 2,3 %,
  - землі, що постійно використовуються під пасовища — 27,1 %;
- землі, зайняті лісами і чагарниками — 37,3 %;
- інше — 19 %[1].

## Тваринний світ
Зоогеографічно територія країни належить до Східноафриканської підобласті Ефіопської області.

## Охорона природи
Танзанія є учасником ряду міжнародних угод з охорони навколишнього середовища:
- Конвенції про біологічне різноманіття (CBD),
- Рамкової конвенції ООН про зміну клімату (UNFCCC),
- Кіотського протоколу до Рамкової конвенції,
- Конвенції ООН про боротьбу з опустелюванням (UNCCD),
- Конвенції про міжнародну торгівлю видами дикої фауни і флори, що перебувають під загрозою зникнення (CITES),
- Базельської конвенції протидії транскордонному переміщенню небезпечних відходів,
- Конвенції з міжнародного морського права,
- Монреальського протоколу з охорони озонового шару,
- Рамсарської конвенції із захисту водно-болотних угідь[11].

## Стихійні лиха та екологічні проблеми
На території країни спостерігаються небезпечні природні явища і стихійні лиха: повіді на центральному плато в сезон дощів; посухи; помірний вулканізм, вулкан Ол-Доньо-Ленгаї (2962 м) спокійно періодично вивергає потоки лави впродовж багатьох років.
Серед екологічних проблем варто відзначити:
- деградацію земель;
- знеліснення;
- спустелювання;
- руйнування коралових рифів;
- часті посухи наносять великої шкоди примітивному сільському господарству;
- браконьєрство, особливо заради слонової кістки.

## Фізико-географічне районування
У фізико-географічному відношенні територію Танзанії можна розділити на 3 райони, що відрізняються один від одного рельєфом, кліматом, рослинним покривом.
- Смуга прибережної низовини місцями, особливо в гирлах річок, заболочена. Тут поширені мангрові чагарники, розвинені родючі ґрунти. Клімат екваторіально-мусонний, жаркий, сезонно вологий. Такий же клімат на островах Занзібар і Пемба, де випадає багато опадів, ґрунти родючі й інтенсивно обробляються. Океанський берег материкової частини Танзанії порізаний досить слабо. Для стоянки морських суден придатні лише гавані Дар-ес-Салама, Тангі, Лінді та деякі інші.
- Плато. Більш низька і більш посушлива частина плато займає всю південну Танзанію. Ґрунти тут більш легкого складу, схильні до ерозії і швидко виснажуються. Осадів випадає мало, водиться муха цеце. На мові народу суахілі цю безплідну і малонаселену місцевість називають суах. «ньїка». Центральна і північна частини плато підіймаються до висот 1200—1500 м. Місцями там випадає помірна кількість опадів, поширені родючі ґрунти. Широко розвинене землеробство. Плато в меридіональному напрямі перетинається Східно-Африканською рифтовою зоною, що утворилася внаслідок значного занурення земної кори вздовж паралельних розломів. На півдні до цієї зони приурочена улоговина озера Ньяса, рівень якого вище на 475 м від рівня моря. У західному розломі розташоване озеро Танганьїка, а звивиста східна гілка розлому перетинає центральну Танзанію. Озера Ньяса, Танганьїка і Вікторія (що займає неглибоку западину на півночі плато) мають важливе транспортне значення. На північному сході розташовані плато Серенгеті і Масаї (Степ Масаї), а також Кратерне нагір'я (кратери Нгоронгоро і Ела-Найробі).
- Гори. У найвищих районах Танзанії лежать відособлені вулканічні гори, невеликі гірські масиви і хребти. На півночі це вулкани Меру (4567 м) і Кіліманджаро з піками Кібо (5895 м) і Мавензі (5355 м). На північному сході це гори Паре та Усамбара. Східний край Центрального плоскогір'я зайнятий горами Нгуу, Нгуру, Укагуру, Улугуру (висотою до 2653 м), Рубего й Удзунгва, які разом з горами Паре та Усамбара входять до Східної гірської дуги. На півдні виділяються гори Лівінгстона (Кіпенгере), що протяглися вздовж північно-східного узбережжя озера Ньяса, та гори Мбея (висотою до 2826 м, гора Мбея) на північ від цього озера. Загалом гори отримують більше опадів в порівнянні з іншими районами країни і відрізняються більш родючими ґрунтами. Середні частини схилів гір Кіліманджаро придатні для землеробства.

### Українською
- Атлас світу / голов. ред. І. С. Руденко ; зав. ред. В. В. Радченко ; відп. ред. О. В. Вакуленко. — К. : ДНВП «Картографія», 2005. — 336 с. — ISBN 9666315467.
- Атлас. 7 клас. Географія материків і океанів / Укладачі О. Я. Скуратович, Н. І. Чанцева. — К. : ДНВП «Картографія», 2014.
- Бєлозоров С. Т. Африка : фізико-географічний нарис. — вид. 2-ге, перероб. і доп. — К. : Радянська школа, 1957. — 232 с.
- Барановська О. В. Фізична географія материків і океанів : навч. посіб. для студентів ВНЗ : [у 2 ч.]. — Н. : Ніжинський державний університет ім. Миколи Гоголя, 2013. — 306 с. — ISBN 978-617-527-106-3.
- Танзанія // Гірничий енциклопедичний словник : [у 3-х тт.] / за ред. В. С. Білецького. — Д. : Східний видавничий дім, 2004. — Т. 3. — 752 с. — ISBN 966-7804-78-X.
- Костів Л. Я. Фізична географія материків і океанів. Африка : навч.-метод. посібник. — Л. : Видавничий центр ЛНУ імені Івана Франка, 2017. — 184 с. — ISBN 978-617-10-0374-3.
- Панасенко Б. Д. Фізична географія материків : навч. посіб. : в 2 ч. — В. : ЕкоБізнесЦентр, 1999. — 200 с.
- Юрківський В. М. Регіональна економічна і соціальна географія. Зарубіжні країни: Підручник. — 2-ге. — К. : Либідь, 2001. — 416 с. — ISBN 966-06-0092-5.

### Англійською
- (англ.) Graham Bateman. The Encyclopedia of World Geography. — Andromeda, 2002. — 288 с. — ISBN 1871869587.

### Російською
- (рос.) Авакян А. Б., Салтанкин В. П., Шарапов В. А. Водохранилища. — М. : Мысль, 1987. — 326 с. — (Природа мира)
- (рос.) Алисов Б. П., Берлин И. А., Михель В. М. Курс климатологии [в 3-х тт.] / под. ред. Е. С. Рубинштейна. — Л. : Гидрометиздат, 1954. — Т. 3. Климаты земного шара. — 320 с.
- (рос.) Апродов В. А. Вулканы. — М. : Мысль, 1982. — 368 с. — (Природа мира)
- (рос.) Апродов В. А. Зоны землетрясений. — М. : Мысль, 2010. — 462 с. — (Природа мира) — ISBN 978-5-244-01122-7.
- (рос.) Танзания // Африка: энциклопедический справочник [в 2-х тт.] / гл. ред. А. А. Громыко. — М. : Советская энциклопедия, 1986. — 671 с.
- (рос.) Бабаев А. Г., Зонн И. С., Дроздов Н. Н., Фрейкин З. Г. Пустыни. — М.  : Мысль, 1986. — 320 с. — (Природа мира)
- (рос.) Браун Л. Африка. — М. : Прогресс, 1976. — 288 с. — (Континенты, на которых мы живем)
- (рос.) Букштынов А. Д., Грошев Б. И., Крылов Г. В. Леса. — М. : Мысль, 1981. — 316 с. — (Природа мира)
- (рос.) Власова Т. В. Физическая география материков. С прилегающими частями океанов. Южная Америка, Африка, Австралия и Океания, Антарктида. — 4-е, перераб. — М. : Просвещение, 1986. — 269 с.
- (рос.) Гвоздецкий Н. А., Голубчиков Ю. Н. Горы. — М. : Мысль, 1987. — 400 с. — (Природа мира)
- (рос.) Гвоздецкий Н. А. Карст. — М. : Мысль, 1981. — 214 с. — (Природа мира)
- (рос.) Географический энциклопедический словарь: географические названия / под. ред. А. Ф. Трёшникова. — 2-е изд., доп. — М. : Советская энциклопедия, 1989. — 585 с. — ISBN 5-85270-057-6.
- (рос.) Исаченко А. Г., Шляпников А. А. Ландшафты. — М. : Мысль, 1989. — 504 с. — (Природа мира) — ISBN 5-244-00177-9.
- (рос.) Каплин П. А., Леонтьев О. К., Лукьянова С. А., Никифоров Л. Г. Берега. — М. : Мысль, 1991. — 480 с. — (Природа мира) — ISBN 5-244-00449-2.
- (рос.) Словарь современных географических названий / под общей редакцией акад. В. М. Котлякова. — Екатеринбург : У-Фактория, 2006.
- (рос.) Литвин В. М., Лымарев В. И. Острова. — М. : Мысль, 2010. — 288 с. — (Природа мира) — ISBN 978-5-244-01129-6.
- (рос.) Лобова Е. В., Хабаров А. В. Почвы. — М. : Мысль, 1983. — 304 с. — (Природа мира)
- (рос.) Максаковский В. П. Географическая картина мира. Книга I: Общая характеристика мира. — М. : Дрофа, 2008. — 495 с. — ISBN 978-5-358-05275-8.
- (рос.) Максаковский В. П. Географическая картина мира. Книга II: Региональная характеристика мира. — М. : Дрофа, 2009. — 480 с. — ISBN 978-5-358-06280-1.
- (рос.) Поспелов Е. М. Географические названия мира: Топонимический словарь. — М. : АСТ, 2005.
- (рос.) Танзания // Страны Африки. Политико-экономический справочник / ред. В. Солодовников, В. Румянцев. — М. : Издательство политической литературы, 1969. — 318 с.
- (рос.) Физико-географический атлас мира. — М. : Академия наук СССР и Главное управление геодезии и картографии ГУГК СССР, 1964. — 298 с.
- (рос.) Энциклопедия стран мира / глав. ред. Н. А. Симония. — М. : НПО «Экономика» РАН, отделение общественных наук, 2004. — 1319 с. — ISBN 5-282-02318-0.